# Ильменская улица (Великий Новгород)
И́льменская улица — одна из улиц Великого Новгорода. Находится на Торговой стороне, на территории исторического Славенского конца.
Проходит в восточном направлении от Знаменской улицы до вала Окольного города. Протяжённость — 360 м.
Образована после войны решением Новгорсовета от 26 ноября 1945 года. В древности в этом районе проходила Бардова улица, упоминавшаяся в XIII веке в Уставе князя Ярослава о мостах.
Застроена частными домами.

## Ильменский раскоп
В 2009 году экспедиция Института археологии РАН под руководством М. И. Петрова провела изыскания на Ильменском раскопе.
Площадь изучения составила 270 м². Был исследован культурный слой мощностью 100—120 см. Раскоп дал свыше 500 индивидуальных находок.